# Memphis, Missouri
Memphis är administrativ huvudort i Scotland County i Missouri. Countyts första tillfälliga huvudort var Sand Hill. Memphis grundades år 1843 som ny huvudort.